# يودوبيندولول
يودوبيندولول وهو أحد محصرات مستقبلات بيتا الانتقائية والذي يحتوي على يود مشع.